# Ongka's Big Moka
Ongka's Big Moka: The Kawelka of Papua New Guinea es una película documental de la década de 1970, parte de la Serie Disappearing World de Granada Television que se desarrolló entre 1969 y 1993. Se emitió por primera vez en el Reino Unido el 11 de diciembre de 1974, y posteriormente en los Estados Unidos en 1976. Andrew Strathern actuó como antropólogo consultor de la película. 

## Descripción general
En Ongka's Big Moka Ongka se ve a Ongka, un Gran Hombre de Nueva Guinea, preparando un intercambio de Moka .  La película sigue los esfuerzos de Ongka por acumular grandes cantidades de cerdos y otros artículos de valor para presentarlos en una ceremonia Moka a otra tribu. El objetivo del Moka de Ongka es ganar estatus, prestigio y fama para su tribu y para él mismo. Ongka usa el Moka para elevar su estatus como el "Gran Hombre" de su tribu. La película muestra claramente que hay fuertes elementos de competición en dar el Moka, fijar la fecha de la ceremonia, y también — a pesar de que no fue filmada — en la propia ceremonia del Moka, en la que los participantes visten con tradicionales y magníficos hornamentos Highland. Dar el Moka puede llevar a quien lo da al borde de la ruina, pero los beneficios políticos y sociales derivados del aumento de prestigio pueden merecer la pena.
Tradicionalmente, Moka era un intercambio de cerdos. El "Gran Hombre" contrata a un orador para que recorra la fila de cerdos, deteniéndose ante cada uno para cantar sus alabanzas y describir su linaje. Esta escena es uno de los aspectos más destacados de la película junto con imágenes extraordinarias del funeral de un "Gran Hombre" vecino y la reacción de su tribu ante su muerte y sus causas probables. La película también muestra que los costosos artículos de consumo modernos también se han convertido en parte del intercambio Moka.
Esta película se ha convertido en un clásico en los programas universitarios de antropología, en parte debido a su estudio del propio Ongka, pero también debido a su excelente ilustración de las economías basadas en el ofrendas, así como un ejemplo del papel de Gran Hombre.
El Moka se retrasó y los realizadores se marcharon antes de que ocurriera. Cuando finalmente se produjo el Moka, este consistió en un enorme regalo de 600 cerdos, 10.000 dólares australianos, 12 casuarios, ocho vacas, una motocicleta y una camioneta. En su discurso en el Moka, Ongka dice: "Ahora que te he dado estas cosas, he ganado. Te he derribado al dar tanto".